# 尹恕
尹恕（1401年—？），字惠行，江西吉安府安福縣人，民籍。明朝政治人物。進士出身。

## 生平
應天府鄉試第七十六名。正統十年（1445年）乙丑科會試第一百六名，殿試登進士第三甲第三十名。

## 家族
曾祖尹立本。祖父尹均美。父亲尹子諒。